# Frederick Zugibe
Frederick Thomas Zugibe (ur. 28 maja 1928 w Garnerville, zm. 6 września 2013 r. tamże) – amerykański lekarz kardiolog i medyk sądowy.

## Życiorys
Urodził się 28 maja 1928 r. w Garnerville jako syn Benjamina Zugibe i Anny Zugibe (z d. Zarick). W 1946 r. ukończył Haverstraw High School, a potem St. Francis College. Ukończył studia lekarskie na Uniwersytecie Columbii i uzyskał doktorat z anatomii i histochemii na Uniwersytecie Chicagowskim, a w 1968 r. uzyskał na Uniwersytecie Wirginii Zachodniej magisterium i prawo wykonywania zawodu patologa. W 1969 r. objął posadę pierwszego naczelnego medyka sądowego hrabstwa Rockland, które w ten sposób zlikwidowało dotychczasowy system koronerów, i pozostał na tym stanowisku do 2003 r., gdy odszedł na emeryturę.
W czasie jego rządów biuro medycyny sądowej hrabstwa uzyskało międzynarodową renomę i rozpoznawalność za sprawą innowacyjnych rozwiązań, zaadaptowanych potem szeroko na świecie. Zugibe prowadził prywatną praktykę lekarską jako kardiolog, kierował Cardiovascular Research and Veterans' Hospital w Pittsburghu, był adiunktem w Columbia University College of Physicians and Surgeons, a także prowadził badania nad chorobami układu krążenia i był członkiem American College of Cardiology.
Zugibe jest jednym z najbardziej znanych ekspertów w dziedzinie medycyny sądowej za sprawą książek i badań nad Całunem Turyńskim, a także badań nad mechanizmem ukrzyżowania (wcześniej badania nad tym zagadnieniem prowadził również Pierre Barbet). W prowadzonych przez 50 lat we własnym garażu badaniach na ochotnikach z pobliskiego kościoła Zugibe monitorował, w sesjach trwających od 5 min do godziny, parametry życiowe przywiązanych do krzyża badanych m.in. puls, ciśnienie krwi, oddech, pracę serca i saturację, dowodząc, że ludzie ukrzyżowani w żadnym wypadku nie mogli umrzeć z powodu uduszenia, a przyczyną śmierci Jezusa musiał być wstrząs hipowolemiczny. Osoby poddane ukrzyżowaniu miały według jego badań cierpieć na odwodnienie, głód, bóle kończyn, a problemy z oddychaniem wynikały raczej z ogólnego wyczerpania. Swoje wnioski zebrał w książce Ukrzyżowanie Jezusa. Zugibe badał też jeden z tzw. cudów eucharystycznych.
Zmarł 6 września 2013 r. w Garnerville.
Żonaty z Catherine z d. O’Leary, miał z nią siedmioro dzieci.